# 워크라이
《워크라이》(Warcry)는 티쓰리 엔터테인먼트에 의해 개발된 온라인 3인칭 슈팅 게임이다.